# 大津港駅
大津港駅（おおつこうえき）は、茨城県北茨城市大津町北町（きたちょう）にある東日本旅客鉄道（JR東日本）常磐線の駅である。

## 概要
当駅は北茨城市北部に位置し、茨城県最北端および最東端に位置する駅であり、常磐線は取手駅から当駅までが茨城県に属する。
五浦海岸・六角堂・茨城県天心記念五浦美術館等の観光名所を持つ五浦地区の最寄駅である。

## 歴史
- 1897年（明治30年）2月25日：日本鉄道の関本駅（せきもとえき）として開業[7]。
- 1906年（明治39年）11月1日：日本鉄道が国有化され、官設鉄道の所属となる[2]。
- 1909年（明治42年）10月12日：線路名称制定により常磐線の所属となる。
- 1949年（昭和24年）6月1日：日本国有鉄道が発足。
- 1950年（昭和25年）5月10日：大津港駅に改称[7][8]。
- 1976年（昭和51年）10月1日：貨物の取り扱いを廃止[2]。
- 1984年（昭和59年）2月1日：荷物扱い廃止[2]。
- 1987年（昭和62年）4月1日：国鉄分割民営化により、東日本旅客鉄道の駅となる[2]。
- 2009年（平成21年）3月14日：東京近郊区間拡大に伴い、ICカード「Suica」の利用が可能となる[9]。
- 2013年（平成25年）3月19日：駅舎リニューアル工事竣工[10]。
- 2015年（平成27年）3月14日：ダイヤ改正に伴い、特急列車はすべて通過となり、普通列車のみの停車となる。
- 2018年（平成30年）10月31日：みどりの窓口の営業を終了[11]。

## 駅構造
単式ホーム1面1線と島式ホーム1面2線、計2面3線のホームを有する地上駅になっている。互いのホームは跨線橋で連絡している。木造駅舎を有する。
JR東日本ステーションサービスが駅業務を受託する業務委託駅である。自動券売機・簡易Suica改札機が設置されている。
駅舎は、2013年（平成25年）3月19日にリニューアル工事が完成した。六角堂をイメージしたデザインで、木製格子を設置した重厚感のあるものとなっている。待合室は木目調にして安らげる空間を意図している。

### のりば
| 番線 | 路線    | 方向 | 行先                     |
| ---- | ------- | ---- | ------------------------ |
| 1・2 | ■常磐線 | 上り | 日立・水戸・上野方面     |
| 2・3 | ■常磐線 | 下り | いわき・原ノ町・仙台方面 |

（出典：JR東日本:駅構内図）
- 2番線は待避線である。上りのみ特急の通過待ちがある。下りの待避も可能であるが、定期列車では行っていない。
- 国鉄時代から当駅止まりの下り列車があり、2007年（平成19年）3月17日までは2本あったが、このうち1本が翌18日のダイヤ改正（常磐線普通列車グリーン車営業開始）により高萩止まりに変更され、水戸始発の1本のみが南中郷駅 - 当駅間への最終列車として運転されている。当駅到着後は高萩駅まで回送され、高萩駅隣接の留置線で夜間外泊する。

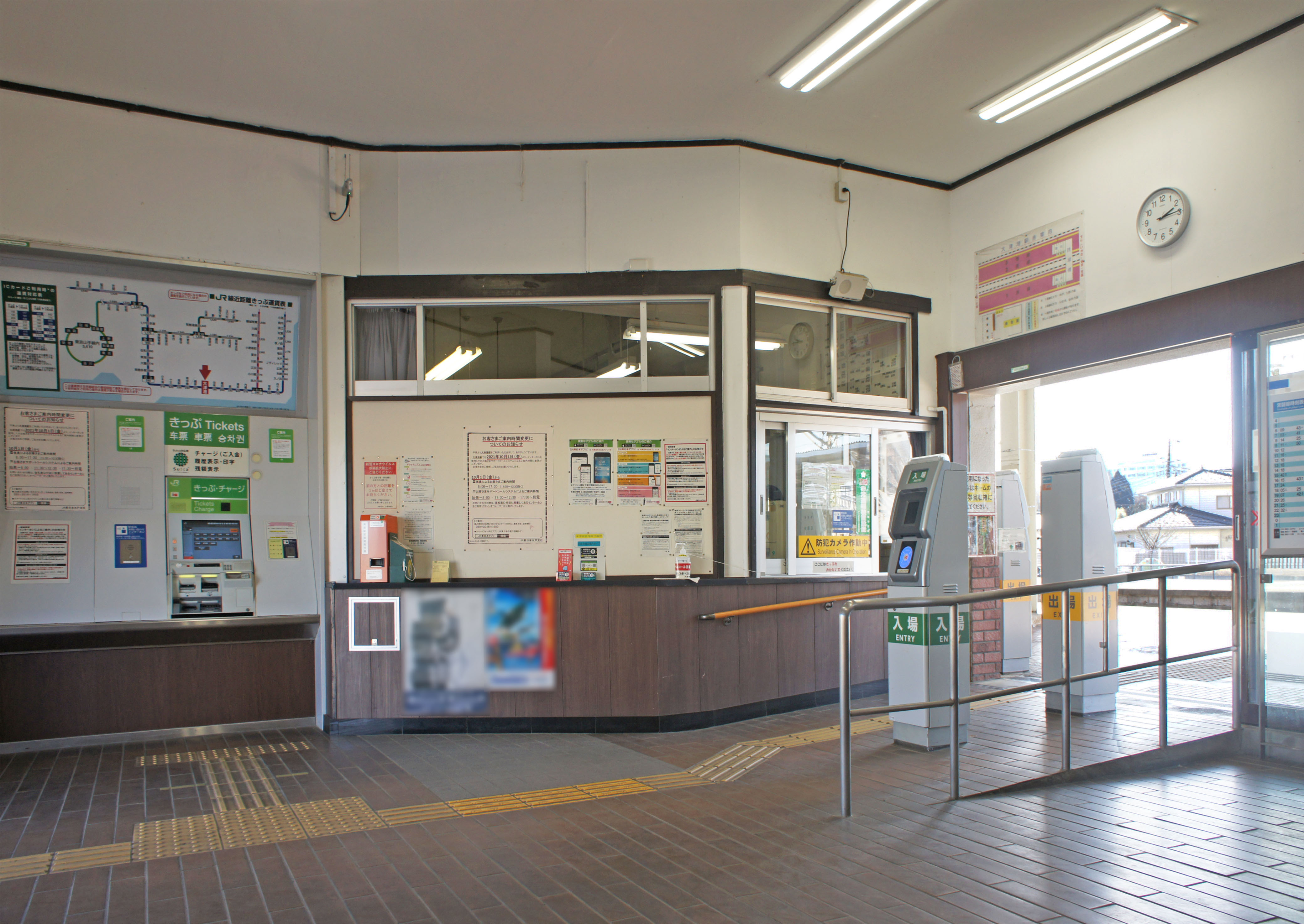
改札口（2022年2月）
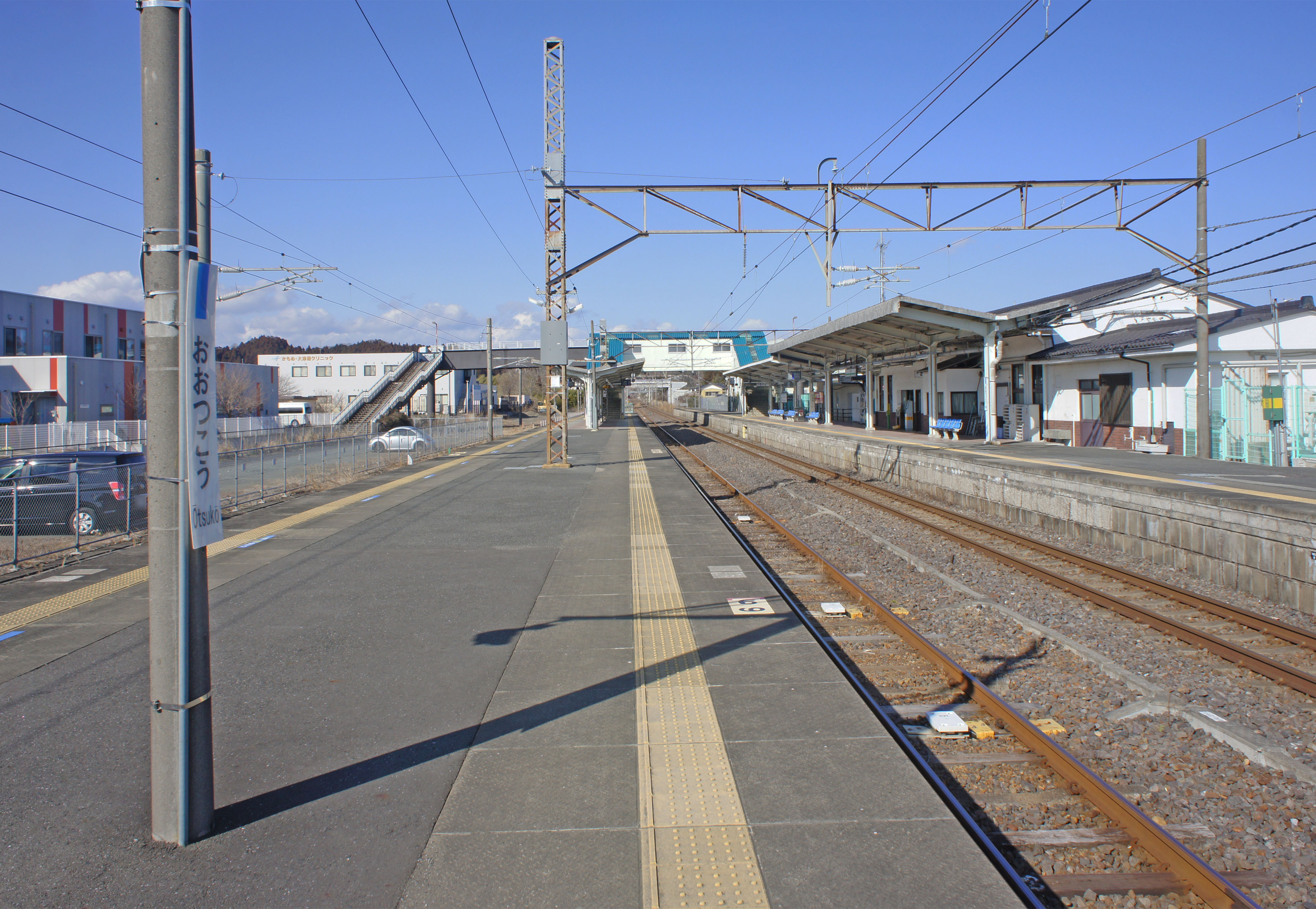
ホーム（2022年2月）
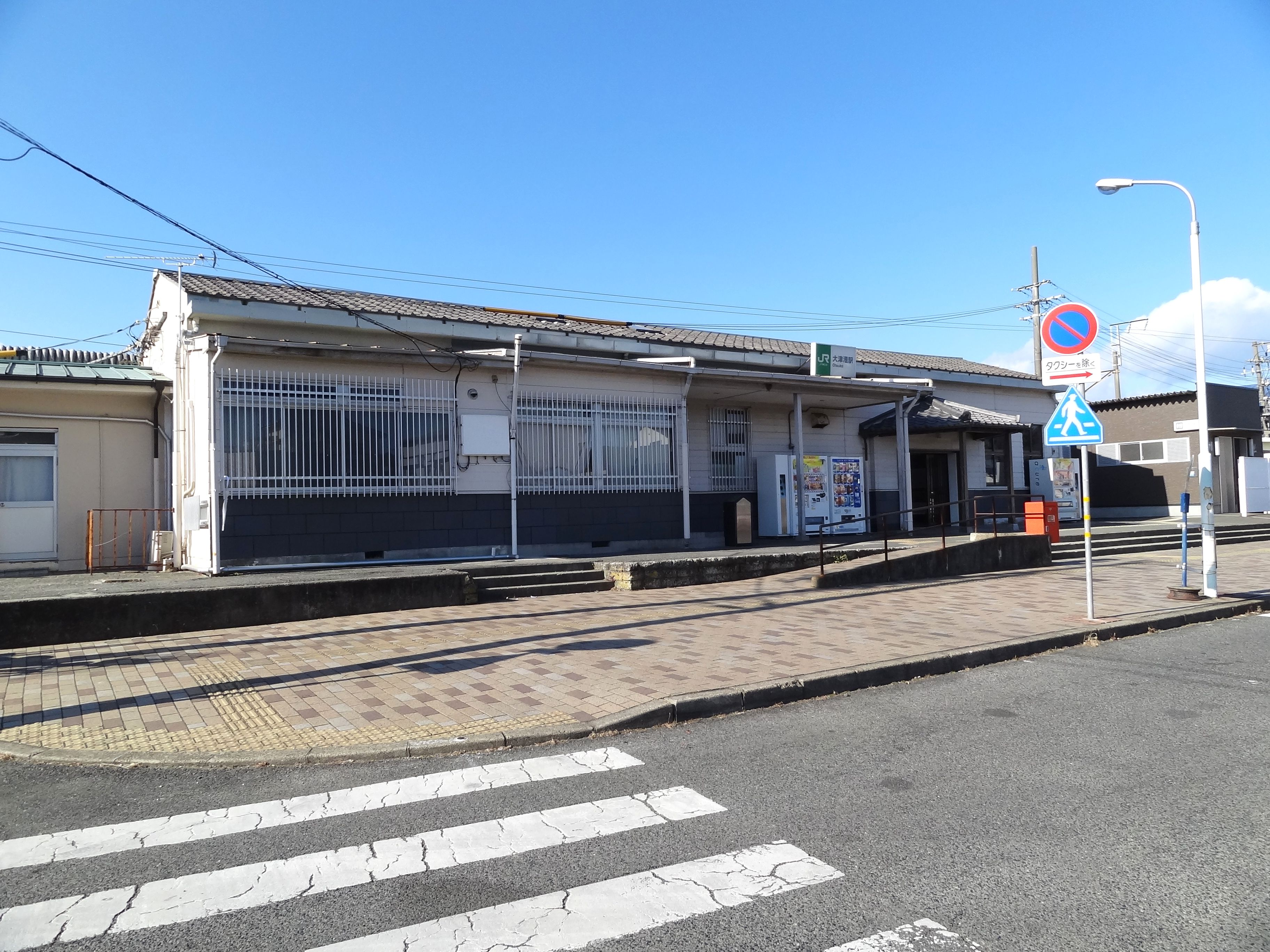
リニューアル前の駅舎（2012年1月）
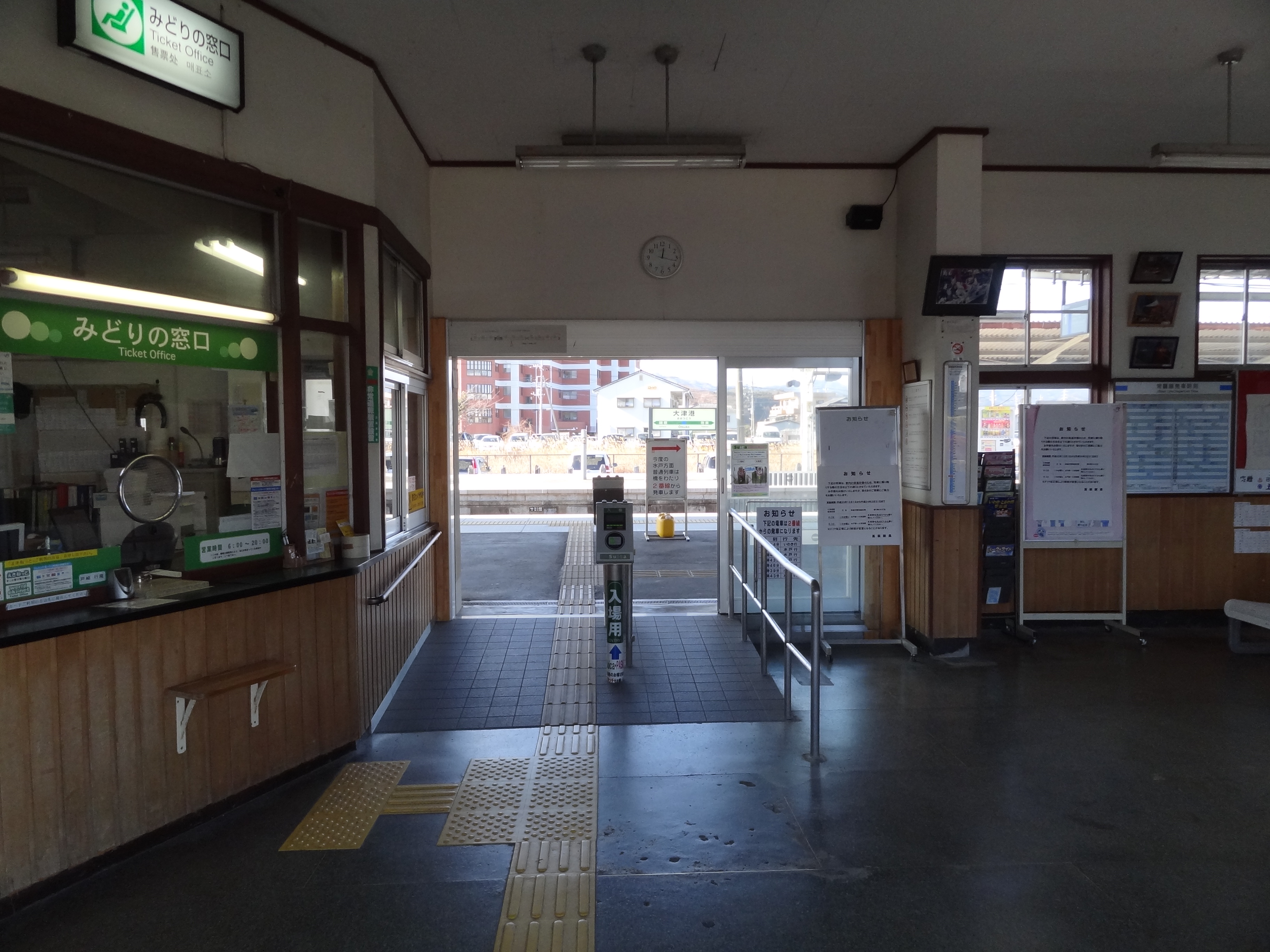
リニューアル前の改札口（2012年1月）

## 利用状況
JR東日本によると、2023年度（令和5年度）の1日平均乗車人員は666人である。
2000年度（平成12年度）以降の推移は以下のとおりである。
| 乗車人員推移       | 乗車人員推移     | 乗車人員推移    |
| 年度               | 1日平均 乗車人員 | 出典            |
| ------------------ | ---------------- | --------------- |
| 2000年（平成12年） | 1,755            | [ 利用客数 2 ]  |
| 2001年（平成13年） | 1,707            | [ 利用客数 3 ]  |
| 2002年（平成14年） | 1,629            | [ 利用客数 4 ]  |
| 2003年（平成15年） | 1,573            | [ 利用客数 5 ]  |
| 2004年（平成16年） | 1,501            | [ 利用客数 6 ]  |
| 2005年（平成17年） | 1,464            | [ 利用客数 7 ]  |
| 2006年（平成18年） | 1,382            | [ 利用客数 8 ]  |
| 2007年（平成19年） | 1,318            | [ 利用客数 9 ]  |
| 2008年（平成20年） | 1,223            | [ 利用客数 10 ] |
| 2009年（平成21年） | 1,159            | [ 利用客数 11 ] |
| 2010年（平成22年） | 1,063            | [ 利用客数 12 ] |
| 2011年（平成23年） | 993              | [ 利用客数 13 ] |
| 2012年（平成24年） | 1,014            | [ 利用客数 14 ] |
| 2013年（平成25年） | 1,044            | [ 利用客数 15 ] |
| 2014年（平成26年） | 1,022            | [ 利用客数 16 ] |
| 2015年（平成27年） | 1,001            | [ 利用客数 17 ] |
| 2016年（平成28年） | 936              | [ 利用客数 18 ] |
| 2017年（平成29年） | 926              | [ 利用客数 19 ] |
| 2018年（平成30年） | 913              | [ 利用客数 20 ] |
| 2019年（令和元年） | 839              | [ 利用客数 21 ] |
| 2020年（令和02年） | 708              | [ 利用客数 22 ] |
| 2021年（令和03年） | 687              | [ 利用客数 23 ] |
| 2022年（令和04年） | 678              | [ 利用客数 24 ] |
| 2023年（令和05年） | 666              | [ 利用客数 1 ]  |

## 駅周辺

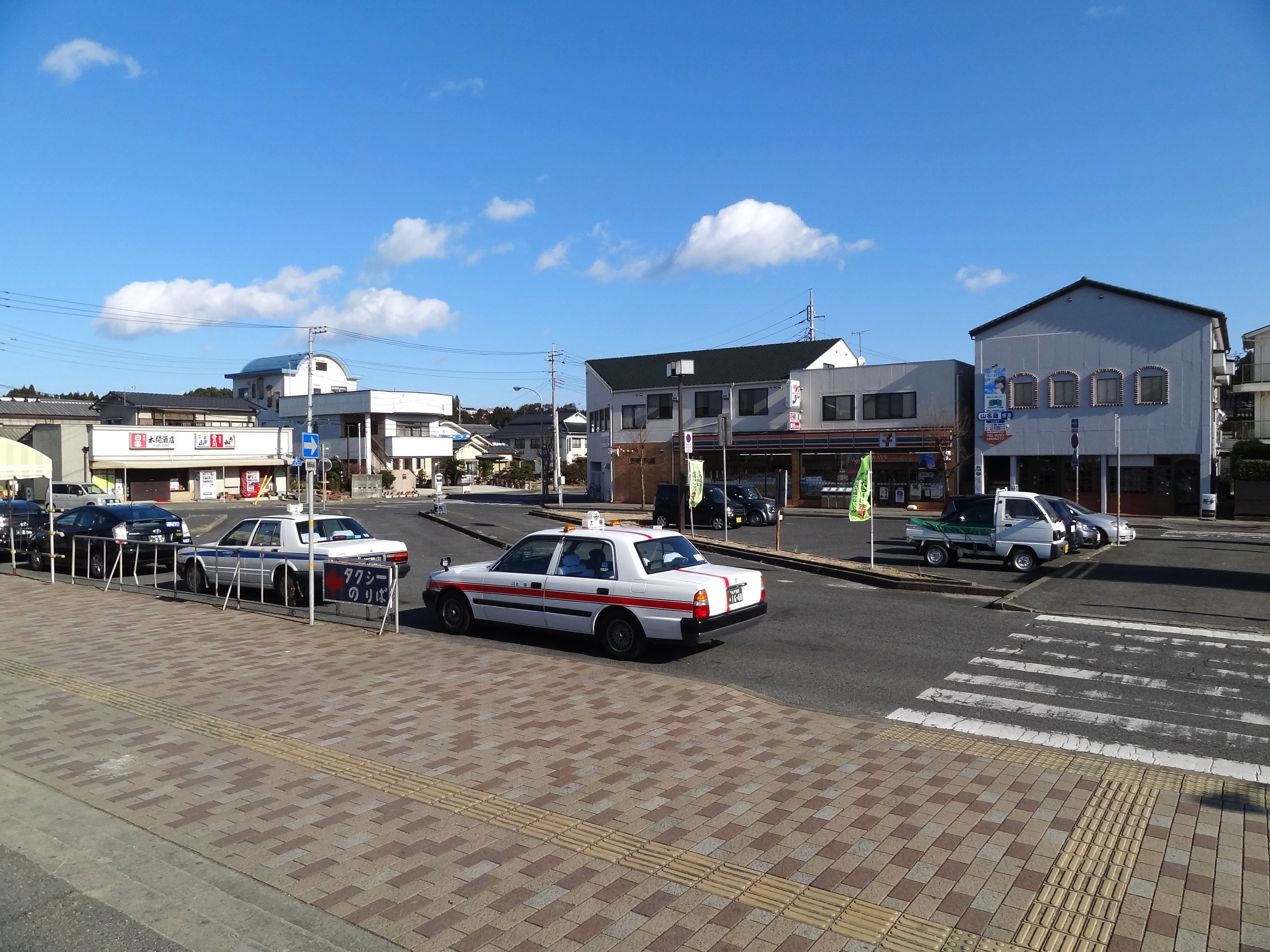
駅前（2012年1月）

- 五浦海岸
- 国道6号
- 大津郵便局
- 茨城県天心記念五浦美術館
- 六角堂
- 茨城県信用組合大津支店
- 北茨城市北部市民サービスセンター

### バス路線
- 北茨城市巡回バス ※土休日運休
  - 大津線：磯原駅西口行、富士ヶ丘行

## 隣の駅
東日本旅客鉄道（JR東日本）
■常磐線
磯原駅 - 大津港駅 - 勿来駅

### 記事本文